# Paróquia de São Lourenço (Macau)
A Paróquia de São Lourenço é uma paróquia da Diocese de Macau. A sua igreja matriz, localizada na Freguesia de São Lourenço, é a Igreja de São Lourenço, uma das igrejas católicas mais antigas de Macau.